# Скориківська сільська рада (Золотоніський район)
Ско́риківська сільська́ ра́да — колишня адміністративно-територіальна одиниця та орган місцевого самоврядування в Золотоніському районі Черкаської області. Адміністративний центр — село Скориківка.

## Загальні відомості
- Населення ради: 878 осіб (станом на 2001 рік)

## Населені пункти
Сільській раді підпорядковані населені пункти:
- с. Скориківка
- с. Львівка

## Склад ради
Рада складається з 12 депутатів та голови.
- Голова ради: Назаренко Віктор Іванович
- Секретар ради: Скорик Тетяна Михайлівна

### Керівний склад попередніх скликань
| Прізвище, ім'я, по батькові | Основні відомості                                                 | Дата обрання | Дата звільнення |
| --------------------------- | ----------------------------------------------------------------- | ------------ | --------------- |
| Матвієнко Ніна Василівна    | Сільський голова, 1954 року народження, позапартійна              | 26.03.2006   | 31.10.2010      |
| Назаренко Віктор Іванович   | Сільський голова, 1965 року народження, освіта вища, безпартійний | 31.10.2010   |                 |

Примітка: таблиця складена за даними сайту Верховної Ради України

### Депутати
За результатами місцевих виборів 2010 року депутатами ради стали:

#### За суб'єктами висування
| Суб'єкт висування | Кількість обраних депутатів | %    |
| ----------------- | --------------------------- | ---- |
| Самовисування     | 11                          | 91,7 |
| Партія регіонів   | 1                           | 8,3  |

#### За округами
| № округу        | Прізвище, ім'я, по батькові     | Дата визнання обраним | Освіта             | Партійна приналежність | Відомості про обраного депутата                                 |
| --------------- | ------------------------------- | --------------------- | ------------------ | ---------------------- | --------------------------------------------------------------- |
| Партія регіонів |                                 |                       |                    |                        |                                                                 |
| 12              | Овдієнко Микола Миколайович     | 02.11.2010            | вища               | член Партії регіонів   | приватний підприємець                                           |
| Самовисування   |                                 |                       |                    |                        |                                                                 |
| 1               | Галат Ростислав Олександрович   | 02.11.2010            | вища               | позапартійний          | тимчасово не працює                                             |
| 2               | Клімук Валентина Василівна      | 02.11.2010            | середня спеціальна | позапартійна           | Скориківська сільська рада, землевпорядник                      |
| 3               | Вакуловський Віктор Миколайович | 02.11.2010            | середня            | член Партії регіонів   | Скориківська загальноосвітня школа, операторцентральноїкотельні |
| 4               | Овдієнко Валентина Іванівна     | 02.11.2010            | середня спеціальна | позапартійна           | Дитячий садок «Світанок», завідувачка                           |
| 5               | Гнуча Юлія Миколаївна           | 02.11.2010            | вища               | позапартійна           | тимчасово не працює                                             |
| 6               | Скорик Тетяна Михайлівна        | 23.01.2011            | вища               | член Партії регіонів   | Скориківська сільська рада, секретар                            |
| 7               | Скорик Тетяна Леонідівна        | 02.11.2010            | вища               | член Партії регіонів   | Скориківська загальноосвітня школа, директор                    |
| 8               | Кузляєв Микола Вікторович       | 02.11.2010            | середня спеціальна | позапартійний          | СТОВ «Прогрес», завідувач гаражу                                |
| 9               | Колєснік Ганна Василівна        | 02.11.2010            | середня            | позапартійна           | Золотоніський РАЙСТ, завідувачка магазину сЛьвівка              |
| 10              | Скрипка Сергій Миколайович      | 02.11.2010            | середня            | позапартійний          | ДП "Агрофірма «Іскра», водій                                    |
| 11              | Саєнко Анатолій Анатолійович    | 02.11.2010            | середня спеціальна | позапартійний          | Пальмирський цукровий завод, охоронник                          |